# هانس پزر
هانس پزر (به آلمانی: Hans Pesser) بازیکن فوتبال و مهاجم اهل آلمان است که از سال ۱۹۳۸ میلادی عضو تیم ملی فوتبال آلمان بوده‌است. وی در ۱۲ بازی ملی حضور داشته است و آخرین بازی ملی خود را در سال ۱۹۴۰ میلادی انجام داد. هانس پزر در بازی‌های ملی‌اش ۲ گل به ثمر رساند.